# Marktgemeinde
Een Marktgemeinde is een gemeente in Duitsland, Oostenrijk en Zuid-Tirol die beschikt over het marktrecht, waarbij de gemeente ook formeel de titel Markt kan gebruiken. In Duitsland wordt het begrip in Beieren nog gebruikt. In andere delen van Duitsland wordt een dergelijke plaats aangeduid als Flecken.